# Ems Rock
Der Ems Rock ist ein Klippenfelsen vor der Nordküste Südgeorgiens. Im südlichen Teil der Stromness Bay liegt er auf halbem Weg zwischen dem Harrison Point und dem Busen Point.
Wissenschaftler der britischen Discovery Investigations unter der Leitung von Lieutenant Commander John Miller Chaplin (1889–1977) bestimmten seine Position im Zuge von Vermessungen der Stromness Bay in den Jahren 1927 und 1929. Das UK Antarctic Place-Names Committee benannte ihn 1957 nach dem norwegischen Walfangschiff Ems des Unternehmens Tønsbergs Hvalfangeri im Husvik Harbor.